# Mandriola
Mandriola či tricordia je dvanáctistrunná variace mandolíny. Může mít vyduté dno, nicméně obvykle jej mívá pouze lehce klenuté (portugalský typ).
Tricordia se používá v mexické lidové hudbě, zatímco její evropská příbuzná, mandriola, se používá identicky jako mandolína, akorát má plnější zvuk. Od standardní mandolíny se liší tím, že má ztrojené struny. Původně mandrioly používaly oktávové ladění (G2 G3 G3 • D3 D4 D4 • A3 A4 A4 • E4 E5 E5), nicméně v pozdější době se častějším stalo unisono ladění (G3 G3 G3 • D4 D4 D4 • A4 A4 A4 • E5 E5 E5).